# Имперский князь

Геральдическая корона имперского князя.

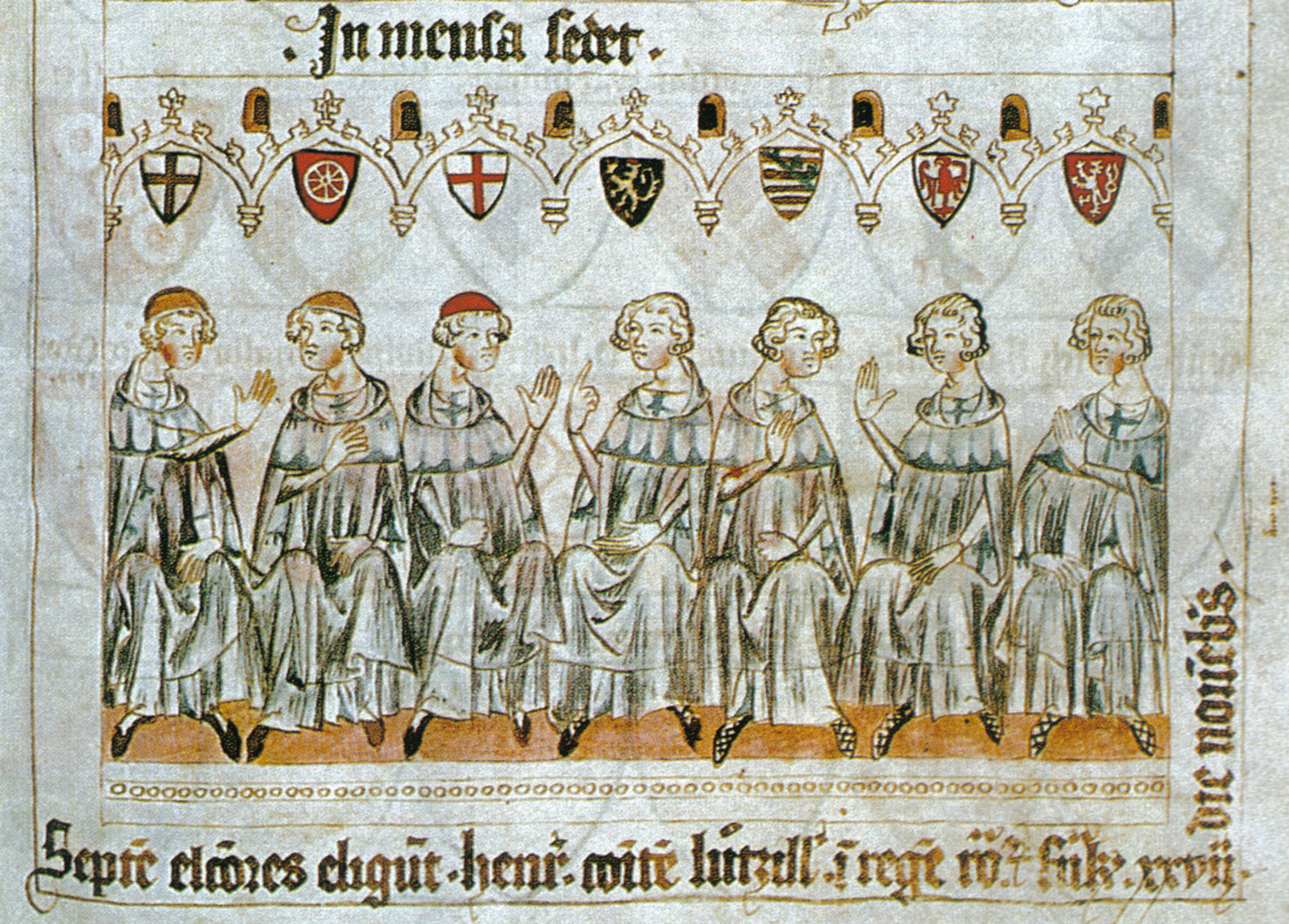
Codex Balduineus содержит первое изображение собрания имперских князей — курфюрстов:
Семь курфюрстов избирают Генриха VII императором. Курфюрстов можно определить по гербам (слева направо): архиепископы Кёльна, Майнца и Трира, пфальцграф Рейнский, герцог Саксонии, маркграф Бранденбургский и король Чехии

Имперский князь, рейхсфюрст (нем. Reichsfürst) — фюрст (лицо, княжеское достоинство которого было утверждено императором Священной Римской империи, будь то ландграф, герцог или епископ), владеющий феодом в составе Священной Римской империи, занимающий место в Имперском сейме (рейхстаге) и входящий в Имперские сословия.
После Рудольфа I императоры Священной римско-немецкой империи жаловали это звание в качестве почётного титула, вследствие чего возникло различие между действительными имперскими князьями (Reichsfürsten) и титулярными. А разница между обычным князем (фюрстом) и имперским князем (рейхсфюрстом) была существенной. Например, Лихтенштейнам для того, чтобы преодолеть эту пропасть понадобилось более 100 лет — с 1607 года (когда император даровал им княжеский титул) до 1713 года (когда за ними было закреплено отдельное место в рейхстаге).

## Право голоса в рейхстаге
Право на участие в Имперском сейме (рейхстаге) в исключительных случаях могло предоставляться императором отдельным дворянам за особые заслуги перед империей. При этом некоторые из них не обладали владениями, имеющими имперский статус. Так, титул князя империи и место в Совете князей получили в своё время представители домов Радзивилл, Пикколомини, Лобковиц, Крой и другие.
На рубеже XVII века Имперский сейм (рейхстаг) принял решение о запрете предоставления права голоса в Совете князей (Княжеской коллегии) лицам, не владеющим непосредственными имперскими ленами. Части князей удалось приобрести такие лены и сохранить своё место в Совете князей (Лихтенштейны стали обладателями Вадуца, Ауэрсперги — Тенгена и так далее), другие этого сделать не смогли и их наследники потеряли место в рейхстаге (Пикколомини, Порциа).

## Голосующие

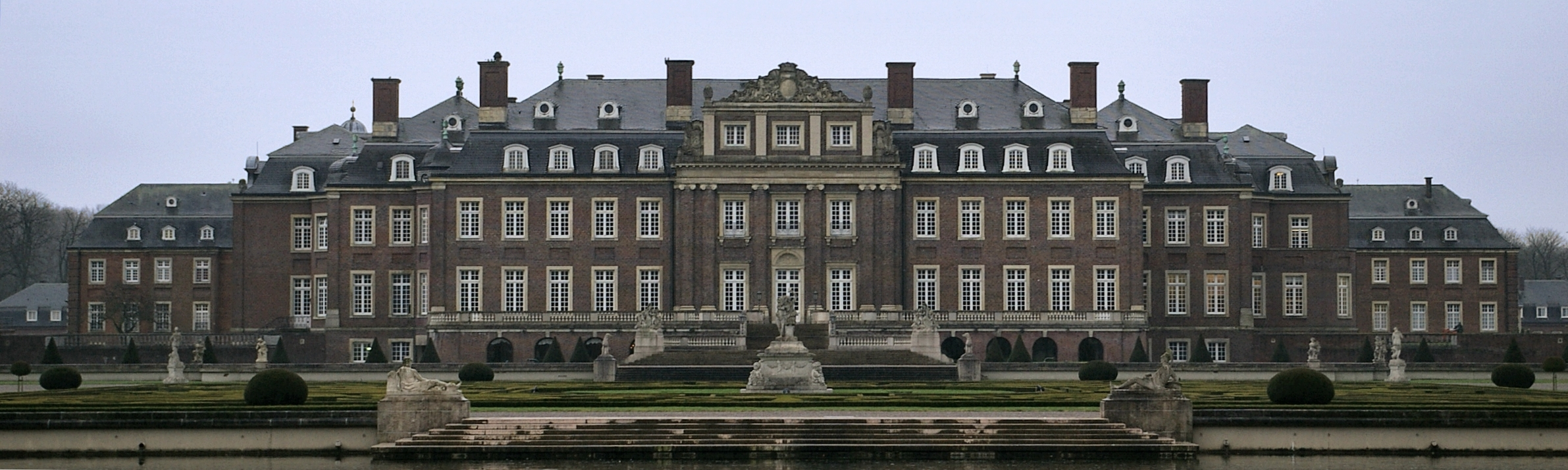
Нордкирхенский дворец (1703 — 1734) в разное время принадлежал князьям-епископам Мюнстера, светским князьям Эстергази и Аренбергам.

Примерно две трети князей имперских, заседавших в Имперском сейме (рейхстаге), были светскими лицами (в 1792 году — 63 из 100), остальные — духовными, то есть епископами и архиепископами. Имперские князья, которые избирали императора, находились в привилегированном положении и назывались курфюрстами:
- Габсбурги (Богемия)
- Виттельсбахи (Курпфальц / Бавария)
- Альбертинцы (Саксония)
- Гогенцоллерны (Бранденбург)
- Вельфы (Ганновер) — после 1692
- Архиепископы Майнца, Трира и Кёльна

После реформы 1582 года голоса в Совете князей были закреплены за территориями, а не за конкретными лицами. В результате этого некоторые семейства держали в своих руках множество голосов — по числу принадлежавших им княжеств. Например, у пфальцграфа было шесть голосов, а у курфюрста Ганноверского — семь. Иные голоса были разделены между различными ветвями одного и того же семейства. «Старые князья», имевшие право голоса в Имперском сейме (рейхстаге) 1582 года, принадлежали к следующим владетельным домам (в порядке старшинства): 
- Эрнестинцы
- Аскании
- Грейфы
- Мекленбурги
- Вюртемберги
- Гессенцы
- Церингены
- Ольденбурги
- Савойцы
- Геннеберги
- Лотарингцы
- Аренберги
- Ламарки

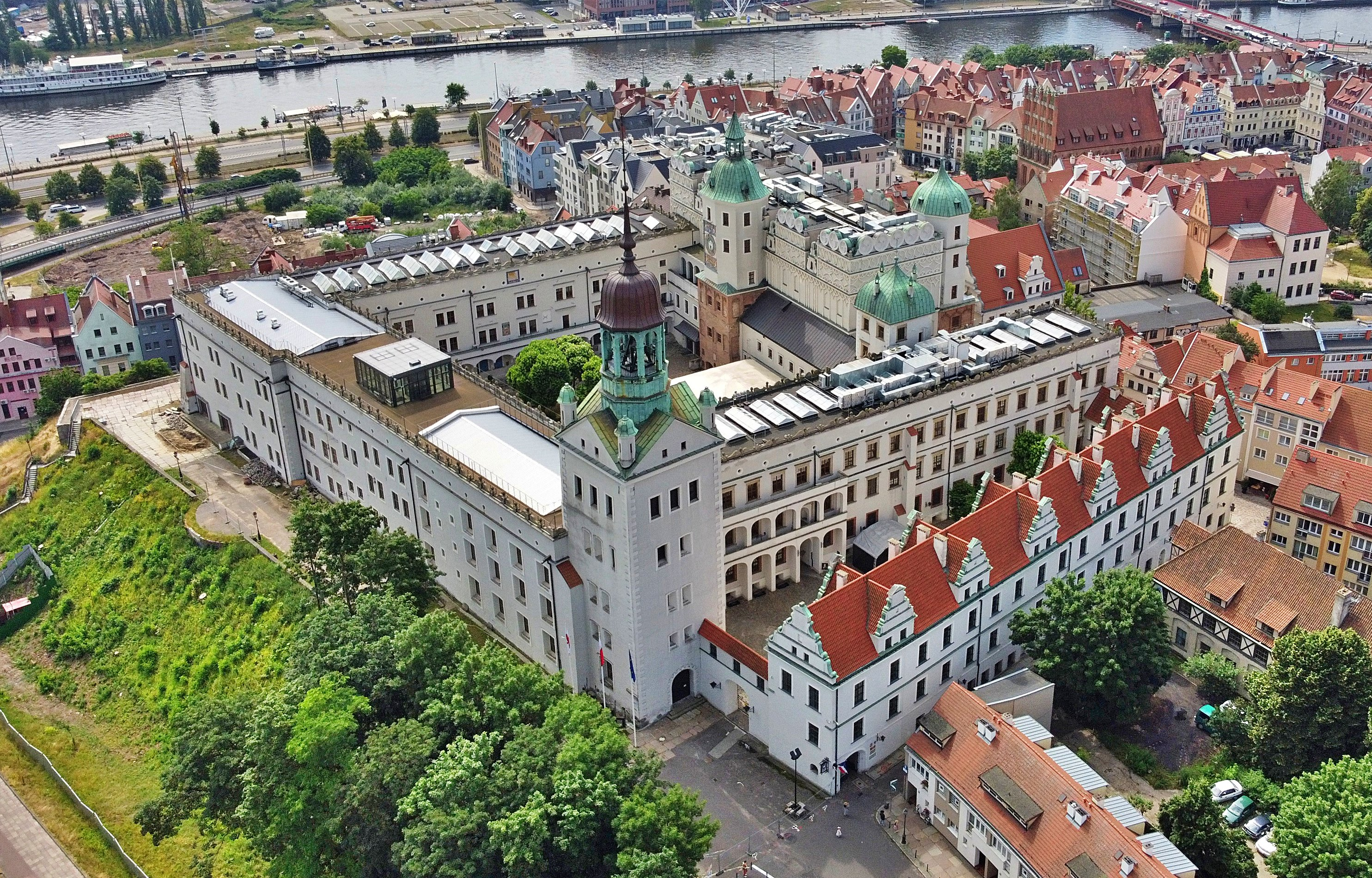
Замок герцогов Померанских (Грейфов) в Штеттине.

На протяжении XVII—XVIII веков право голоса в Имперском сейме (рейхстаге) получили 15 фамилий («новые князья»). Из них большинство выдвинулось из простых баронов на службе при венском дворе и для получения отдельного права голоса по договоренности с Габсбургами приобрело сеньорию, находившуюся в непосредственной вассальной зависимости от императора (unmittelbar), следовательно, расположенную за пределами владений Габсбургов, преимущественно в Швабии:
- Хехингены
- Эггенберги
- Лобковицы
- Зальмы
- Дитрихштейны
- Пикколомини
- Нассау
- Ауэрсперги
- Фюрстенберги
- Шварценберги
- Кирксена
- Лихтенштейны
- Шварцбурги
- Турн-и-Таксис

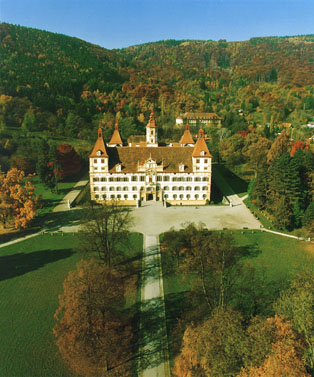
Ренессансный замок князя Эггенберга в Граце.

Четыре голоса в Имперском сейме (рейхстаге) имели в совокупности имперские графы, низшая категория Имперских князей. Некоторые из них были пожалованы в конце XVII — начале XIX века княжеским титулом, не получив отдельного права голоса. К этой обширной группе принадлежали, в частности, Эттингены, Вальдеки, Рёйссы, Гогенлоэ, Лейнингены и Липпе. Право голоса имели даже некоторые графские фамилии, никогда не владевшие непосредственными имперскими ленами (Виндишгрецы, Нейпперги и другие) либо утратившие их вследствие медиатизации (Штольберги, Шёнбурги).
В период наполеоновских войн (1803—1815 годов) Священная Римская империя была распущена. Все имперские князья, территории которых при этом вошли в состав более крупных государств, были медиатизованы. Условием медиатизации было наличие у князя владения (феода) в пределах Священной Римской империи, которое позволяло ему принимать участие в принятии решений в рейхстаге, хотя бы и на условии подачи коллективного голоса через совет графов.

## Прочие

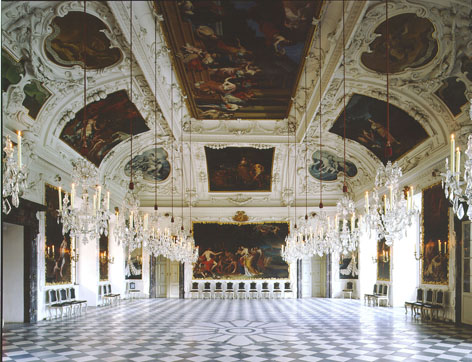
Интерьер резиденции одного из австрийских фюрстов.

Не подверглись медиатизации при роспуске Священной Римской империи все те фамилии, которые, хотя и были признаны императором в княжеском достоинстве, не имели территорий в пределах Священной Римской империи и не голосовали в Имперском сейме (рейхстаге). Таким образом, отсечённой от медиатизации оказалась вся иностранная знать, подчас столетиями носившая княжеский титул (как, например, польские магнаты Радзивиллы и Любомирские). Из российских подданных княжеского титула императорами Священной Римской империи были удостоены пять лиц (все титулы выморочные):
- Александр Данилович Меншиков (1705 год)
- Дмитрий Константинович Кантемир (1723 год)
- Григорий Григорьевич Орлов (1763 год)
- Григорий Александрович Потёмкин (1776 год)
- Платон Александрович Зубов (1796 год)